# Mashallah

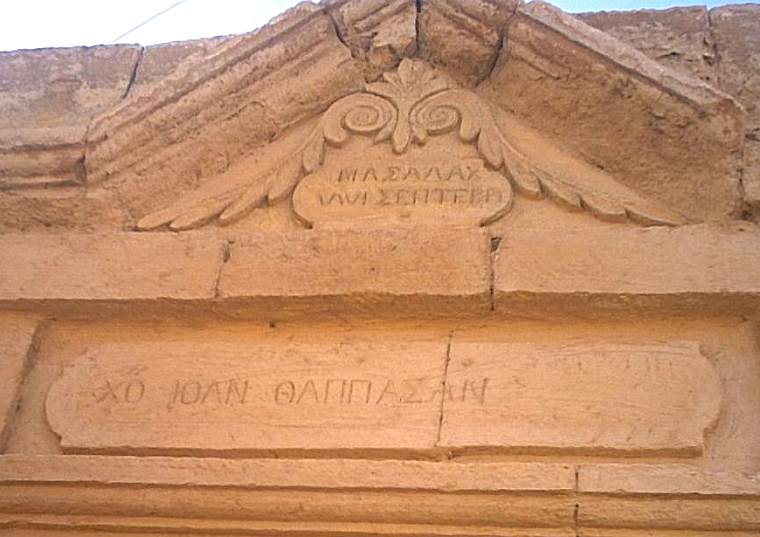
Uso del término por parte de no musulmanes: la expresión ΜΑΣΑΛΑΧ (Masallah) sobre una iglesia ortodoxa karamanlídica abandonada cerca de İncesu en Turquía.

Mashallah (en árabe: مَا شَاءَ ٱللّٰهْ, pronunciación árabe: [maː ʃaːʔ allah]), también escrito Masha'Allah, es una frase árabe que se usa para expresar satisfacción, alegría, alabanza o agradecimiento por un suceso o persona mencionada. También es una expresión común utilizada en el mundo musulmán para desear la protección de Dios de algo o alguien del mal de ojo.

## Etimología
La raíz triconsonántica semítica de shāʾ es šīn-yāʼ-hamza, 'querer', es una raíz doblemente débil. La traducción literal al español es 'lo que Dios ha querido', el presente perfecto de la voluntad de Dios que acentúa la doctrina islámica esencial de la predestinación.
El significado literal de mashallah es 'lo que Dios ha querido', pero en el sentido de 'lo que Dios ha querido, ha sucedido'. Se usa para decir que ha sucedido algo bueno, usado en pasado. Inshallah, literalmente, 'si Dios ha querido', se usa de manera similar pero para referirse a un evento futuro.

## Otros usos
'Masha Allah' se puede utilizar para felicitar a alguien. Es un recordatorio de que, aunque la persona está siendo felicitada, en última instancia, Dios lo quiso.
En algunas culturas del mundo musulmán, la gente puede pronunciar Masha Allah con la creencia de que puede ayudar a protegerlos de los celos, la envidia, el mal de ojo o los genios (jinn). La frase también se ha introducido en el lenguaje coloquial de muchos musulmanes no árabes, incluidos los indonesios, malasios, persas, turcos, kurdos, bosnios, azerbaiyanos, chechenos, avares, circasianos, bangladesíes, tártaros, albaneses o sudasiáticos de habla urdu.
También es utilizado por algunos cristianos y por personas de otras religiones, principalmente en áreas que estuvieron bajo dominio otomano, como los serbios, albaneses cristianos (marshalla, para expresar piedad o asombro) o macedonios, que dicen 'машала' (mašala), a menudo en el sentido de 'un trabajo bien hecho'. También algunos georgianos, armenios, griegos pónticos (descendientes de los que vinieron de la región del Ponto), griegos chipriotas o judíos sefardíes.
Con la ortografía de Mashallah, Maschallah, Marshalla o Masha'allah, también es utilizado como nombre masculino.